# アクセル・ヨハネセン
アクセル・ヴィルヘルムソン・ヨハネセン（フェロー語: Aksel Vilhelmsson Johannesen、1972年11月8日 - ）は、フェロー諸島の政治家。現在、自治政府首相、社会民主党党首、2015年より1期4年間、自治政府首相を務めた。元サッカー選手。
カイ・レオ・ヨハンセンの第1次内閣では、副首相および財務・保健大臣を務めた。
2015年9月1日の議会総選挙で社会民主党は8議席を獲得し第1党となり首相に就任。2019年8月31日の議会総選挙では1議席を減らして第1党の座を明け渡し、与党連合も過半数割れしたため首相を退任した。
2022年12月8日の議会総選挙で社会民主党と共和、進歩が連立政権樹立で合意し、首相に返り咲いた。